# Lichtensteig
Lichtensteig é uma comuna da Suíça, no Cantão São Galo, com cerca de 1.912 habitantes. Estende-se por uma área de 2,82 km², de densidade populacional de 678 hab/km². Confina com as seguintes comunas: Bütschwil, Oberhelfenschwil, Wattwil.
A língua oficial nesta comuna é o Alemão.